# قهرمانان گریه نمی‌کنند (فیلم ۱۹۸۶)
قهرمانان گریه نمی‌کنند (به انگلیسی: Heroes Shed No Tears) یک فیلم سینمایی جنگی هنگ کنگی محصول سال ۱۹۸۶ به کارگردانی جان وو با بازی ادی کو است. فیلم‌برداری این فیلم قبل از موفقیت جان وو برای ساخت فیلم فردایی بهتر بود. داستان این فیلم در مورد گروهی از مزدوران در یک مأموریت برای استخراج یک داروی فعال‌کننده روان از منطقه هندوچین است.

## بازیگران
- ادی کو … چان چانگ
- لام چینگ-یینگ … سرهنگ ویتنامی
- یینگ چون … کنی
- فیلیپ لوفترو … لوئیس